# Die Mürztaler
Die Mürztaler sind eine seit 1983 bestehende österreichische Band aus dem namensgebenden Mürztal in der Obersteiermark.
Zum musikalischen Repertoire der Gruppe gehören Schlager, Pop, Rock, Dixie, Charts, Party, Volkstümlich, Reggae, Big Band und Blasmusik.

## Geschichte
Die Band wurde im Jahre 1983 unter dem Namen Original Mürztaler Musikanten gegründet und hatte anfangs vermehrt lokale Auftritte, was sich ab Mitte der 1980er Jahre jedoch änderte. Im Jahr 1984 nahm die Gruppe an der Weltausstellung 1984 in New Orleans im US-Bundesstaat Louisiana teil und wurde dort zur „erfolgreichsten Band“ gewählt. In den Jahren 1989 und 1992 kam es zu größeren personellen Veränderungen. Erste größere Erfolge hat die Gruppe im Jahr 1987 mit dem Lied Zack Prack. Ab dem Jahr 1989 folgten Fernsehauftritte im deutschsprachigen Raum; bis dato (Stand: 2017) kamen Die Mürztaler zu über 250 Fernsehauftritten. Von 1990 bis 1994 hatten Die Mürztaler große Tourneen in Europa und Übersee. Nachdem die Band im Jahre 1995 den ersten Platz beim österreichischen Vorentscheid zum Grand Prix der Volksmusik belegt hatte und erstmals am Finale des Wettbewerbs in Wien teilgenommen hatte, folgten in späteren Jahren vier weitere Teilnahmen am Grand Prix der Volksmusik. Diese Besetzung war die wohl erfolgreichste seit Bestehen der Gruppe. Damaliger Frontmann Sigi Loibner mit seiner einzigartigen Solostimme sowie auch der Rest der siebenköpfigen Profimannschaft waren allesamt gesangstarke Multiinstrumentalisten und konnten dadurch mehrere Musikgenres perfekt interpretieren. Unzählige wunderbare Schlager- und Oberkrainermelodien entstammen dieser Zeit.
Ein weiteres Highlight in diesen Jahren waren die Weihnachtskonzerte/Touren der Mürztaler (ein Steckenpferd von Fredi Gradwohl), unter dem Namen „Weihnachten von den Alpen bis Las Vegas“, die zu ausverkauften Hallen führten.
Im Laufe der Jahre spielten Die Mürztaler bislang (Stand: 2017) über 6.000 Live-Konzerte auf allen fünf Kontinenten. Weiters reiste die Gruppe viele Jahre mit dem Musikantenstadl um die Welt und hatte dabei nicht nur zahlreiche Auftritte in diversen europäischen Städten und bei unzähligen Fernsehsendern, sondern war mit dem Musikantenstadl auch in Südafrika, in den Vereinigten Staaten, Australien und in der Karibik. Weitere Auftritte konnte die Band, die bis in die frühen 2000er Jahre meist noch unter dem Namen Mürztaler Musikanten angekündigt wurde, unter anderem in Dubai, Mallorca, Jamaika und Kanada, aber auch auf dem Münchner Oktoberfest, den Frühlings- und Winterfesten in Stuttgart oder dem Oktoberfest in New Orleans verzeichnen.
Neben ihren zahlreichen Auftritten in den Medien gelten Die Mürztaler aufgrund ihrer langjährigen Routine und Tanzmusikerfahrung als international gefragte Live-Band.
Nach personellen Änderungen und einem Rebranding tritt die Band seit 2010 ohne dem Artikel nur mehr als Mürztaler auf.

## Aktuelle Mitglieder (Stand: 2021)
- seit 1983: Josef Pfusterschmidt (Trompete, Keyboard, E-Bass)
- seit 1984: Johann Schlatzer (Klarinette, Saxophon, E-Bass, Bariton, Trompete)
- seit 2004: Radovan Palkovic (Gitarre, Gesang)
- seit 2010: Stefan Bergauer (Akkordeon, Keyboard, Gitarre, Schlagzeug, Gesang)
- seit 2014: Werner Maier (Gitarre, Klarinette, Saxophon, Gesang)

## Ehemalige Mitglieder
- 1986–2000: Siegfried Loibner (SOLO-Gesang, Akkordeon, Keyboards, Trompete, Posaune, Bariton) (* 1971; † 2014)[2]
- 1985–2004: Olav Wagner (Gitarre, Keyboards, Gesang)
- 2000–2003: Fritz Plott (SOLO-Gesang, Trompete, Gitarre, Posaune, Geige)
- 2003–2006: Johannes Brandlmayr (SOLO-Gesang)
- 1995–2005: Manfred Gradwohl (Akkordeon, Keyboards, Schlagzeug, Gitarre, Trompete, E-Bass, Bariton, Gesang)
- 2006–2010: Helmut Pilz (Akkordeon, Keyboards, Schlagzeug, E-Bass, Bariton, Gitarre, Trompete, Gesang)
- 2009–2014: Gerhard Braunegger (SOLO-Gesang, Trompete, Keyboards, Schlagzeug)
- 1989–2018: Friedrich Kurej (Schlagzeug, E-Bass, Bariton, Posaune, Gesang)
- 1983–2018: Michael Fraisler (Conference, Keyboard, Akkordeon, Schlagzeug, Gesang)

## Diskografie (Auswahl)
Alben
- 1988: Alles klar
- 198?: Hurra die Gams
- 198?: Wir sind gerne Musiker
- 198?: Du und ich
- 1991: Show total
- 1992: Live dabei
- 1993: 10 Jahre Mürztaler Musikanten
- 1995: Es ist so schön, daß es Dich gibt
- 1996: Die Welt ist voller Wunder
- 1998: Ich kann kein Mädchen weinen seh’n
- 1999: Musik an die Macht
- 2000: Wildes Wasser
- 2001: Pure Lust am Leben
- 2002: Back to the roots
- 2003: Oktoberfest
- 2004: Weihnachten von den Alpen bis Las Vegas
- 2005: Gefühle ohne Grenzen
- 2010: Atemberaubend